# Leptanilla bethyloides
Leptanilla bethyloides (лат.) — вид мелких муравьёв рода Leptanilla из подсемейства Leptanillinae (Formicidae). Китай. Видовой эпитет bethyloides относится к облику этого муравья, напоминающему таковой у плоских ос-бетилид (Bethylidae). Хотя это сходство поверхностное, оно достаточно выражено, чтобы голотип и паратип L. bethyloides были первоначально ошибочно отсортированы в коллекцию Bethylidae incertae sedis в Музее Бишопа.

## Распространение
Встречается в южном Китае: Гонконг.

## Описание
Муравьи мелкого размера (самцы около 5 мм) жёлтоватого цвета. Очертания головы самца четырёхугольные. Затылок выемчатый при виде анфас. Лоб не нависает спереди. Мандибулы сочленены с щеками; шире своей длины. Мандалус крупный, занимает всю переднедорсальную поверхность жвалы. Нижнечелюстные щупики 1-члениковые. Клипеус редуцирован, не различим при виде анфас. Передние тенториальные ямки не различимы. Сложные глаза шире длины в профиль, задний край слегка выемчатый, все остальные края выпуклые. Переднемедиальный оцеллий и сложные глаза не пересекают линию, проведённую перпендикулярно переднезадней оси головы. Скапус длиннее своей ширины, короче передне-задней длины сложного глаза. От близких видов отличается следующими признаками: более крупный размер; абдоминальные постсклериты V—VII с передне-задней длиной, не равной длине III—IV; пениальные склериты гениталий самца дорсовентрально сжаты, без дорсомедиального киля; гоноподитальная вершина бифидальная.